# Jaime Massones de Lima
Don Jaime Massones de Lima (ur. 22 grudnia 1696 w Cagliari, zm. 11 marca 1778 w Madrycie) – hiszpański dyplomata i wojskowy.
W latach 1752–1761 był hiszpańskim ambasadorem w Paryżu. 
Geograf Tomas Lopez w latach 1756-1757 ułożył specjalnie dla Massonesa atlas: tlas Geographico del Reyno de España e Islas Adyacentes, con una breve descripción de sus Provincias złożony z 21 map.